# Piccolo grande eroe
Piccolo grande eroe (Everyone's Hero) è un film di animazione del 2006, diretto da Colin Brady, Christopher Reeve e Dan St. Pierre, l'ultimo film che coinvolge i coniugi Reeve (Christopher e Dana) prima della loro morte, avvenute rispettivamente nel 2004 e nel 2006.
Il film è prodotto dalla 20th Century Fox e dalla Starz ed è stato realizzato da un progetto dello stesso Reeve e di sua moglie Dana, venendo distribuito nelle sale statunitensi il 15 settembre 2006 e in quelle italiane il 12 settembre 2008.

## Trama
Siamo negli Stati Uniti nel 1932, il baseball è lo sport più popolare e Babe Ruth la sua stella indiscussa. Babe è l'eroe del ragazzino Yankee Irving, e quando la sua mazza viene rubata, la colpa viene data proprio al padre di Yankee.

## Personaggi
- Yankee Irving
- Babe Ruth
- Screwie
- Darlin Irving
- Emily Irving
- Stanley Irving
- Napoleon Cross
- Lefty Maginnis